# Jean d'Eubée
Les homélies conservées sous le nom de Jean d'Eubée le désignent parfois, dans la tradition manuscrite, comme un évêque, que l'on peut dater de la première moitié du VIIIe siècle. Comme il n'existe pas d'évêque à Eubée, on retient, à la suite de F. Dölger dans Analecta Bollandiana 68 (1950), qu'il pourrait être un compatriote de saint Jean Damascène avec qui il est parfois confondu par les copistes, et provenir d'une ville près de Damas appelée aujourd'hui Huwwarin.